# NGC 7027
NGC 7027 tinh vân hành tinh rất trẻ và rất đặc  nằm cách Trái Đất khoảng 3.000 năm ánh sáng (920 pc) trong chòm sao Thiên Nga.  Được phát hiện vào năm 1878 bởi Édouard Stephan sử dụng gương phản xạ 800 mm tại Đài thiên văn Marseille, nó là một trong những tinh vân hành tinh nhỏ nhất và cho đến nay được nghiên cứu rộng rãi nhất. helium hydride ion được phát hiện trong tinh vân vào năm 2019, phát hiện đầu tiên về phân tử đó trong không gian.

## Tổng quan
NGC 7027 là một trong những tinh vân hành tinh sáng nhất có thể nhìn thấy được. Nó khoảng 600 tuổi. Nó nhỏ một cách bất thường, kích thước 0,2 x 0,1 năm ánh sáng trong khi kích thước điển hình cho một tinh vân hành tinh là 1 năm ánh sáng. It has a very complex shape, consisting of an elliptical region of ionized gas Nó có hình dạng rất phức tạp, bao gồm một vùng hình elip của khí ion hóa [9] trong một đám mây trung tính khổng lồ. Cấu trúc bên trong được bao quanh bởi một lớp khí mờ và bụi. Tinh vân có hình dạng như một lớp vỏ hình elip tăng sinh và chứa một vùng quang dẫn có hình dạng giống như "lá cỏ ba lá". NGC 7027 đang mở rộng với tốc độ 17 kilômét trên giây (11 mi/s). Các khu vực trung tâm của NGC 7027 đã được tìm thấy để phát ra tia X, cho thấy nhiệt độ rất cao. Bao quanh tinh vân hình elip là một loạt các vỏ đồng tâm mờ nhạt, màu xanh lam.
Có thể là sao lùn trắng trung tâm của NGC 7027 có một đĩa bồi tụ hoạt động như một nguồn nhiệt độ cao. Sao lùn trắng được cho là có khối lượng xấp xỉ 0,7 lần khối lượng Mặt trời và đang tỏa ra ở mức 7,700 lần độ sáng của Mặt trời. NGC 7027 hiện đang trong giai đoạn ngắn của quá trình tiến hóa tinh vân hành tinh, trong đó các phân tử trong vỏ bọc của nó đang được phân tách thành các nguyên tử thành phần của chúng và các nguyên tử đang bị ion hóa.
NGC 7027 có phổ phong phú và bị ion hóa cao do ngôi sao trung tâm nóng của nó gây ra. Tinh vân rất giàu carbon và là một đối tượng rất thú vị để nghiên cứu hóa học carbon trong vật liệu phân tử dày đặc tiếp xúc với bức xạ cực tím mạnh. Phổ của NGC 7027 chứa ít vạch quang phổ từ các phân tử trung tính hơn bình thường đối với tinh vân hành tinh. Điều này là do sự phá hủy các phân tử trung tính bởi bức xạ UV mạnh. Tinh vân chứa các ion có tiềm năng ion hóa cực cao. Ion helium hydride, được cho là phân tử sớm nhất được hình thành trong Vũ trụ (khoảng 100.000 năm sau Vụ nổ lớn), được phát hiện lần đầu tiên trong không gian trong NGC 7027. Ngoài ra còn có bằng chứng cho sự hiện diện của nanodihua trong NGC 7027.
Nó được chụp bởi Kính viễn vọng Không gian Hubble vào năm 1996. Trước những quan sát này, NGC 7027 được cho là một tinh vân nguyên sinh với ngôi sao trung tâm quá mát mẻ để ion hóa bất kỳ chất khí nào, nhưng giờ đây nó được biết đến là một tinh vân hành tinh trong giai đoạn đầu phát triển của nó. Ngôi sao tổ tiên được cho là có khối lượng gấp 3 lần4 Mặt trời trước khi tinh vân hình thành.
Trong kính viễn vọng 6 "ở khoảng 50x, nó xuất hiện như một ngôi sao màu xanh lam tương đối sáng. Ở độ phóng đại khoảng 180x, hình dạng ursine mơ hồ đã dẫn đến biểu tượng của "Tinh vân gấu Gummy". Nó được xem tốt nhất với độ phóng đại cao nhất có thể.